# Eenmanszaak (Nederland)
Een Nederlandse eenmanszaak (ez) of IB-onderneming is een bedrijfsvorm waarbij één persoon in alle opzichten verantwoordelijk is voor de onderneming, en wel rechtstreeks, niet als eigenaar/bestuurder van een besloten vennootschap (bv). De eenmanszaak heeft geen rechtspersoonlijkheid, het is een economische activiteit van de natuurlijke persoon die de onderneming drijft.
Boekhoudkundig worden de bezittingen en schulden (en dus ook inkomsten en uitgaven) van de zaak wel gescheiden gehouden van die van de eigenaar privaat. Het maakt bijvoorbeeld voor de inkomstenbelasting verschil of een bankrekening van de zaak is of privaat: de rente die men krijgt op een bankrekening van de zaak draagt bij aan de winst uit onderneming in box 1, bij een privé-bankrekening geldt box 3. Wel kan men fiscaal neutraal privé-onttrekkingen doen, of privégeld inbrengen in de onderneming.
Ook kan bijvoorbeeld een auto die de ondernemer gebruikt, privévermogen zijn of op de balans van het bedrijf staan. Soms kan men daarin nog kiezen, maar in bepaalde gevallen heeft men geen keuze.

## Algemeen
Of de eigenaar van een eenmanszaak als ondernemer in de zin van de inkomstenbelasting wordt gezien (IB-ondernemer), hangt van een aantal factoren af. In de rechtspraak worden de criteria geformuleerd als een duurzame organisatie van kapitaal en arbeid, waarbij het duurzame het verschil is met het eveneens voor de inkomstenbelasting belaste resultaat uit overige werkzaamheden.
Factoren zijn:
- het aantal klanten
- er moet sprake zijn van ondernemersrisico (mogelijk oninbare vorderingen, wanbetalers)
- de onderneming moet zich als zodanig kenbaar maken in het openbaar (reclame, website)
- investeringen

Deze factoren worden in samenhang beoordeeld en gewogen door de belastingdienst.
Iemand die ondernemer is voor de inkomstenbelasting, kan van een aantal belastingfaciliteiten gebruikmaken, zoals fiscale oudedagsreserve en zelfstandigenaftrek. Een startende ondernemer kan bovendien drie jaar gebruikmaken van de startersaftrek. De winst uit onderneming (eventueel negatief, er is dan een verlies uit onderneming) geldt als persoonlijke inkomsten. De ondernemer betaalt hier zelf inkomstenbelasting over.
Schulden die een ondernemer maakt zijn persoonlijke schulden. Een schuldeiser kan bij uitblijven van betaling verhaal halen op de ondernemer zelf. Indien de ondernemer in gemeenschap van goederen is getrouwd, is het vermogen van de huwelijkspartner ook aanspreekbaar voor schulden.
Bij een eenmanszaak kunnen mensen in dienst zijn. Als een eenmanszaak geen personeel in dienst heeft, wordt een dergelijke onderneming vaak gecategoriseerd als zzp'er of freelancer.

## Voortbestaan
Bij een bedrijf waarin één persoon een overheersende rol speelt (zoals vaak bij een eenmanszaak, maar ook bij een BV met één eigenaar/directeur) is het bij ziekte of overlijden van die persoon, maar ook als deze zich uit de zaak wil terugtrekken, van groot belang of er een opvolger (of plaatsvervanger) aanwezig is, die de zaak kan overnemen. Zo niet dan moet het bedrijf gestaakt worden en de gebouwen en inventaris worden verkocht. Als deze niet goed voor andere doeleinden te gebruiken zijn, kan de opbrengst minder zijn dan ze gekost hebben. Bovendien gaat goodwill verloren.

## Voordelen
- Oprichtingskosten zijn klein.
- De formaliteiten bij de oprichting zijn beperkt.
- Alle beslissingsmacht berust bij de ondernemer als enige eigenaar.
- De eenmanszaak kan zich soepel aanpassen aan gewijzigde omstandigheden.
- De winst komt toe aan de eigenaar.

## Nadelen
- Het vermogen van de eenmanszaak is beperkt. De belastingdienst kijkt naar wat zakelijk gezien als ondernemersvermogen nodig is, bijvoorbeeld als werkkapitaal of als reservering voor investeringen. Een richtlijn die in de praktijk wel wordt aangehouden is maximaal 6 maanden aan winst. Deze bedrijfsvorm heeft daarmee minder mogelijkheden dan een BV om op vermogensrendementsheffing te besparen.[2]
- Ziekte van de eigenaar of zijn overlijden hebben ingrijpende gevolgen voor de onderneming.
- Hogere belastingen op de winst dan bij vennootschappen.
- Onbeperkte aansprakelijkheid.

## Risico
Het ondernemersrisico is geheel voor de eigenaar van de eenmanszaak. Hij krijgt de gehele winst, maar in geval van verlies moet hij dit alleen dragen. Bijstorting van middelen uit het privévermogen kan dan weleens noodzakelijk zijn.

## Andere bedrijfsvormen
- Vennootschap
  - Besloten vennootschap met beperkte aansprakelijkheid
  - Naamloze vennootschap
  - Vennootschap onder firma
  - Commanditaire vennootschap
- Coöperatie